# ليوني بينيش
ليوني بينيش هي ممثلة ألمانية ولدت في 22 أبريل 1991.

## روابط خارجية
ليوني بينيش على موقع IMDb (الإنجليزية)
- ليوني بينيش على موقع ميتاكريتيك (الإنجليزية)
- ليوني بينيش على موقع روتن توميتوز (الإنجليزية)
- ليوني بينيش على موقع مونزينجر (الألمانية)
- ليوني بينيش على موقع قاعدة بيانات الأفلام العربية
- ليوني بينيش على موقع ألو سيني (الفرنسية)
- ليوني بينيش على موقع ميوزك برينز (الإنجليزية)
- ليوني بينيش على موقع أول موفي (الإنجليزية)
- ليوني بينيش على موقع قاعدة بيانات الأفلام السويدية (السويدية)
- ليوني بينيش على موقع قاعدة بيانات الفيلم (الإنجليزية)